# Matteo Ramon Arevalos
Matteo Ramon Arevalos (Ravenna, ...) è un pianista e compositore italiano.

## Biografia

### Infanzia e studi
Matteo Ramon Arevalos inizia ad approcciarsi alla musica fin da bambino, quando all'età di 6 anni intraprende i primi studi di batteria, per dedicarsi in seguito agli studi del pianoforte e della composizione. Nel 1993 prende parte alla favola in musica di Jean-Michel Arevalos dal titolo Notte e nel 1994, quando ancora studiava al Conservatorio Bruno Maderna di Cesena, viene premiato alla 8ª edizione del Premio Agorà. Nel 1995 si diploma con lode in pianoforte nella classe di Flavio Meniconi.
Negli anni seguenti Arevalos compie ulteriori studi di specializzazione tra Europa e Stati Uniti d'America, con Rudolf Kehrer in Vienna, con Oxana Yablonskaya a New York, e tra il 2000 ed il 2006 studia composizione prima a Roma con Francesco Telli, a Lugano con Paul Glass ed a Parigi con Narcis Bonet. Sono sempre di questo periodo le pubblicazioni delle composizioni Vivo Marcia Fantasia (2002) e Nocturne 1996 (2006) per la College Music Edizioni Musicali.

### Gli anni '00, la collaborazione con Fanny & Alexander eMessiaen et autour de Messiaen
Nel 2003 Matteo Ramon Arevalos inizia una collaborazione come pianista ed attore con la compagnia teatrale Fanny & Alexander nel progetto Ada, Cronaca Familiare, un ciclo di 11 lavori tra spettacoli, performance e concerti realizzati nell'arco dei tre anni successivi ed ispirati al romanzo di Vladimir Vladimirovič Nabokov in cui il pianista eseguiva brani di Olivier Messiaen, György Ligeti e Morton Feldman. Il ciclo di spettacoli su Ada, meritò ai Fanny & Alexander il Premio Ubu speciale. Da uno degli spettacoli venne poi pubblicato dalla Luca Sossella Editore il DVD Rebus per Ada
Nel 2005 realizza assieme a Matteo Moretti la colonna sonora del film Morning Smile di Zapruder filmmakersgroup.
Tra il 2006 ed il 2007 continua la collaborazione con l'ondista Bruno Perrault, iniziata con gli spettacoli dei Fanny & Alexander, specializzandosi nell'esecuzione di brani di musica contemporanea appositamente composti per Ondes Martenot e pianoforte, mentre nel 2008 assieme all'Ensemble Giacinto Scelsi diretto dal maestro Roberto Gabbiani porta in tournée la Rothko Chapel di Morton Feldman. Sempre in quest'anno Arevalos in collaborazione con l'ondista Nadia Ratsimandresy, in occasione del centenario dalla nascita di Olivier Messiaen, dà vita a un tour di concerti del progetto monografico dal titolo "Messiaen et autour de Messiaen", che culminò con la pubblicazione di un album intitolato "Messiaen Et Autour De Messiaen For Onde Martenot And Piano" ed edito dall'etichetta inglese ReR Megacorp di Chris Cutler.
Nel 2009 con il gruppo I. Feraud compone le musiche per la performance dinamica Variazioni sull’Angolo Diedro. Ha collaborato con la regista Elisabetta Sgarbi per la composizione e l'esecuzione della colonna sonora originale dei suoi film Raffaello - La Stanza della Segnatura (2009) allegato del libro edito Bompiani e Sono rimasto senza parole (2011) per Betty Wrong.

### Anni '10: Synusonde / Sérimpie / Per Piano. Pianoforte video preparato:Metamorphosis
Nel 2010, l'incontro con il compositore di musica elettronica Paolo F. Bragaglia dà vita al progetto Synusonde, con cui il duo inciderà un album dal titolo Yug pubblicato dalla Minus Habens Records di Ivan Iusco.
Nel 2011 collabora con l'artista Felice Nittolo al progetto Mediterraneo, dove sulla cordiera del pianoforte viene rappresentata la sua opera con tessere di mosaico.
Nel 2012 sperimenta per la prima volta il pianoforte video preparato, per il concerto al Teatro Dal Verme di Milano nel festival La Milanesiana dedicato ai terremotati del terremoto che era appena successo nel 2012 in Emilia-Romagna. Nel concerto venne simulato un terremoto, con piccoli sassi a mucchi posti sulle corde del pianoforte il tutto video ripreso live e proiettato sul grande schermo. Successivamente il concerto Metamorphosis, che ha debuttato al Ravenna Festival 2017, coinvolgendo 3 artisti, dove sulla cordiera del pianoforte erano state poste in tre composizioni prima figure in carta di Vanni Cuoghi, elementi polimaterici di Roberto Pagnani e tessere di mosaico di Marco Bravura.
Nel 2013 torna a suonare con Bruno Perrault, con cui pubblica l'album "Sérimpie - Compositions for Ondes Martenot and Piano" sempre per la ReR Megacorp. Dal 2014 al 2017 si trasferisce a New York e inizia un'intensa attività concertistica suonando di frequente al Firehouse Space, allo Spectrum, alla Microscope Gallery. Nel 2017 ritorna a New York allo Spectrum NYC e in Argentina per suonare il concerto Metamorphosis per pianoforte video preparato all'Usina del Arte di Buenos Aires.
Nel 2015 è stato invitato per tenere un concerto con sue composizioni per pianoforte dall’Istituto Italiano di Cultura di San Pietroburgo per un convegno internazionale matematico e scientifico dove gli è stata commissionata una composizione ispirata all’equazioni di Beltrami intitolata Eque Azioni Beltrami per pianoforte preparato con 100 palline da ping pong su cui erano state scritte le equazioni e video proiettate live con una telecamera. Sempre dal 2015 inizia a collaborare con le compagnie di teatro contemporaneo: Masque Teatro negli spettacoli The Decision (2016) e Marmo (2016); Nerval Teatro nello spettacolo Sinfonia Beckettiana (2018) e per la compagnia Drammatico Vegetale, ha composto le musiche per gli spettacoli Leo, uno sguardo bambino sul mondo (2019) per il cinquecentenario della morte di Leonardo Da Vinci e InfernoParadiso (2021) per le celebrazioni dantesche.
Nel 2017 ha composto le musiche per il film Late Penang Afternoon del regista Hanspeter Ammann e ha ricevuto la commissione del Centro dantesco dei Frati minori conventuali di Ravenna per comporre un Oratorio per Coro, orchestra e due narratori. Ne risultò la composizione Dante - un viaggio nella Commedia, presentata in occasione delle celebrazione dantesche.
Nel 2017 pubblica per la ReR Megacorp Per piano l'opera completa per pianoforte del compositore Fausto Razzi, realizzato dal concerto tenuto all'Area Sismica.

### Anni '20:TELEION - Frammenti di musica greca antica/Memento Caravaggio/La Folia/Europa Suite
Dal 2018 è impegnato nel Duo Lopez & Arevalos con la cantante - attrice Camilla Lopez nel progetto Tributo a Violeta Parra con trascrizioni delle musiche della cantautrice cilena Violeta Parra che ha debuttato alla Microscope Gallery di New York; nel 2020 in un progetto di riscrittura in chiave contemporanea delle antiche melodie greche intitolato Teleion - Frammenti di musica antica greca per voce, pianoforte e percussioni che ha debuttato al Ravenna Festival 2020 per poi trovare una forma discografica nell'omonimo album edito dalla lettone Tunite music; in Memento Caravaggio per voce e pianoforte una composizione originale con testo di Caravaggio commissionato da Archeoclub Sicilia ODV che ha debuttato all’Oratorio di San Lorenzo di Palermo.
Nel 2020 tra gennaio e febbraio è stato invitato in Sudafrica ed in Zimbabwe per un tour di concerti con un repertorio classico e per due masterclass di pianoforte al Jeppe School (Johannesburg) e al Zimbabwe College of Music (Harare). Nel 2021 ha vinto il terzo premio nel concorso internazionale Piano Composition Competition Fidelio di Madrid con la sua composizione Cerimoniale.
Dal 2020 collabora con Socìetas Raffaello Sanzio / Claudia Castellucci nello spettacolo Fisica dell’aspra comunione, suonando una selezione dei Catalogue D’Oiseaux di O. Messiaen che ha debuttato alla Biennale Danza di Venezia 2020. Nel 2022 pubblica l'album Mystic View con alcune composizioni per pianoforte utilizzate in alcuni film. Nel 2023 invece è stato pubblicato l'album La Folia per pianoforte per l'etichetta estone Tunitemusic Record. Sempre con la stessa etichetta nel 2024 è stato pubblicato l'album Teleion presentato al Palazzo Kadriorg Tallinn. 
Nel 2023 gli è stata commissionata dagli IIC della Polonia e Lettonia un’opera per musica da camera Europa Suite, per voce, flauto, violino chitarra, pianoforte e musica concreta, con testi di Dante, Lucrezio, Shakespeare, Sofocle e Sicilo, come inno e dedicato a tutti i popoli coinvolti nelle guerre, che ha debuttato al Teatro Szymanowsky dell'Orchestra Filarmonica di Cracovia.

## Pubblicazioni
- 2002 - Vivo Marcia Fantasia (College Music Edizioni Musicali)
- 2006 - Nocturne 1996 (College Music Edizioni Musicali)
- 2010 - Variazioni sull'angolo diedro I.Feraud (SBC edizioni)

## Discografia

### Album
- 2009 – Messiaen et autour de Messiaen. For Onde Martenot and Piano, CD, RēR Megacorp ReR OM1, Regno Unito assieme a Nadia Ratsimandresy
- 2011 – Yug, CD, Minus Habens Records MHCD055, Italia con i Synusonde
- 2013 – Sérimpie - Compositions For Ondes Martenot And Piano, CD, RēR Megacorp ReR OM2, Italia assieme a Bruno Perrault
- 2017 – Per Piano, CD, RēR Megacorp ReR AS1, Regno Unito di Fausto Razzi
- 2021 - Sound of Music, CD, Skryrmir 205015, Stati Uniti con Zero Times Everything
- 2022 - Memento Caravaggio, DVD Archeoclub Sicilia ODV
- 2022 - Mystic View
- 2023 - La Folia - Tunitemusic Record
- 2023 - Late Penang Afternoon (colonna sonora dal film di Hanspeter Ammann)
- 2024 - Summer Solstice Night, live recording 2005 with work by O. Messiaen, A. Skrjabin and F. Chopin
- 2024 - Eric Satie, La piège de Méduse] (per pianoforte preparato)
- 2024 - Teleion - Τeλeion. Fragments of Ancient Greek Music Tunitemusic Record
- 2025 - Leo

## Colonne sonore per film
- 2004 - Rebus per Ada - regia: Luigi De Angelis (Fanny & Alexander e Zapruder filmmakersgroup)
- 2005 - Morning Smile - regia: Nadia Ranocchi, David Zamagni (Zapruder filmmakersgroup)
- 2009 - Raffaello. La Stanza della Segnatura - regia: Elisabetta Sgarbi
- 2010 - Sono rimasto senza parole - regia: Elisabetta Sgarbi
- 2010 - Georgian Spring - regia di Alex Majoli
- 2014 - Pene e Cruditè - regia di Mario Addis
- 2016 - Roberto - regia di Alessandro Tedde
- 2017 - Late Penang Afternoon - regia: Hanspeter Ammann
- 2018 - Leo, uno sguardo bambino sul mondo - regia: Pietro Fenati (Drammatico Vegetale)
- 2020 - Inferno Paradiso - regia: Teatro del Drago e Drammatico Vegetale
- 2021 - Out of Mind - regia: Nicolás Isasi
- 2023 - Vintage Decision - regia: Hanspeter Ammann
- 2024 - Ravenna Glamour - regia: Hanspeter Ammann
- 2024 - Landscapes for Freedom - regia: Nicolás Isasi

## Spettacoli teatrali e danza

### Con Fanny & Alexander
Progetto di undici opere fra spettacoli teatrali,  performance, concerti ed installazioni, ispirate a Ada o ardore di Vladimir Nabokov (Premio Ubu speciale 2004/5). Il progetto vede la collaborazione per video e film di Zapruder filmmakersgroup.
- 2003 - Villa Venus (Il giardino delle delizie)
- 2003 - Ardis I (Les Enfants maudits)
- 2004 - Adescamenti
- 2004 - Rebus per Ada
- 2004 - Ardis II
- 2005 - Promenada
- 2005 - Lucinda Museum
- 2005 - Vaniada
- 2005 - Aqua Marina

### Con I. Feraud
- 2009 - Variazioni sull’Angolo Diedro

### Con Socìetas Raffaello Sanzio / Claudia Castellucci
- 2020 - Fisica dell’aspra comunione